# Gametogonia
Los gametogonios o gametogonias son  células madre, productoras de gametos, ubicadas dentro de las gónadas. Se originan a partir de células germinales primordiales, que han migrado hasta las gónadas. La gametogonia masculina que se encuentra dentro de los testículos durante el desarrollo y la edad adulta se llama espermatogonia.  La gametogonia femenina, conocida como oogonia se encuentra dentro de los ovarios del feto en desarrollo y se pensó que se agotaba al nacer o después. La espermatogonia y la oogonia se clasifican como células germinales sexualmente diferenciadas.  

## Origen
Las células germinales se especifican temprano en el desarrollo y solo pueden diferenciarse en gametos. La segregación de las células germinales a menudo está determinada por la especie, y algunas experimentan preformación, donde las células germinales están determinadas por factores heredados de la madre antes o inmediatamente después de la fertilización, y otras experimentan epigénesis, donde el linaje de células germinales se determina a partir de la señalización de los tejidos circundantes. La preformación se percibió inicialmente como más común que la epigénesis, ya que aparece en muchos organismos modelo como la mosca común de la fruta, los gusanos redondos y algunos anfibios. Desde entonces, se ha demostrado que la epigénesis es el mecanismo más común. El mecanismo específico de diferenciación de la línea germinal varía entre especies.

### Modelos animales
Los ratones y otras especies de mamíferos experimentan epigénesis durante el desarrollo, donde las células germinales se separan del linaje somático durante la gastrulación temprana, ocurre en el día embrionario 7 en ratones, y se derivan directamente de las células del epiblasto proximal en relación con el ectodermo extraembrionario. Antes de la gastrulación, las células del epiblasto aún no están establecidas en su función como células del linaje germinal y pueden actuar como precursoras de las células somáticas. En esta etapa, las células trasplantadas al epiblasto proximal desde otras partes del epiblasto también se pueden diferenciar en células de la línea germinal. Las células de la línea germinal potencial se especifican mediante la señalización extracelular de BMP4, BMP2 y BMP8b del ectodermo extraembrionario. La población de células germinales (~ 40 en ratones), después de la especificación, migra a las gónadas en desarrollo donde se diferencian aún más en gametogonias. Gran parte de la investigación sobre el desarrollo de células germinales se realiza en modelos animales. Los modelos animales son una herramienta de investigación eficaz debido a la similitud de la reproducción sexual, que se cree que tiene mecanismos iguales o similares en todas las especies. La mayor parte de la investigación se realiza en ratones, lo que ha dado lugar a avances en la comprensión de la diferenciación de la línea germinal en todos los mamíferos, pero existen algunos mecanismos específicos de especies que no se han estudiado tan ampliamente debido a la dificultad de obtener muestras humanas y a las limitaciones éticas de la investigación humana. Para eludir eso, se han realizado estudios con células madre pluripotentes humanas.

### Investigación humana
Las células madre pluripotentes se utilizan en lugar de células in vivo cuando se investiga el desarrollo de células germinales, pero no deja de tener problemas. Existe una cantidad limitada de información sobre las células germinales tempranas, por lo que es difícil determinar si las células resultantes en el cultivo son las mismas que las células germinales. En cambio, la investigación se basa en inducir células con propiedades iguales o similares para estudiar los mecanismos subyacentes de la diferenciación de las células germinales. Además, también es difícil de comparar con estudios previos, especialmente porque la mayoría se han realizado en ratones y existen diferentes procesos entre especies.

## El papel de las gónadas
Las gónadas tienen un papel importante en el desarrollo de las células germinales, convirtiendo las células bipotenciales en gametogonias. Las células germinales son bipotenciales porque antes de migrar a las gónadas, son capaces de formar espermatogonias u ovogonias. La especificación en destinos femeninos o masculinos para el propio organismo también depende del desarrollo de las gónadas, que aún no se han diferenciado en éter de ovarios o testículos.  En el ratón, la determinación del sexo somático (es decir, la determinación de gónadas femeninas o masculinas) comienza en el día embrionario 10,5 en ratones, pero no finaliza hasta el día 12,5. La especificación de células somáticas masculinas implica el gen Sry específico del cromosoma Y, que regula la especificación de las células de Sertoli y las células de Leydig. Sin la especificación de esas células, la formación de gónadas está regulada por los cromosomas X, que forman los ovarios. Una vez finalizado el destino de las gónadas, la especificación del sexo de las células germinales se produce a los 12,5-15,5 días. La especificación del sexo de las células germinales requiere la represión de la pluripotencia  y se basa en la comunicación entre las células somáticas de las gónadas y las células germinales. Los mecanismos para la diferenciación masculina y femenina son marcadamente diferentes, ya que una población de espermatogonias productoras de espermatozoides se retiene durante el desarrollo y hasta la vida adulta. A diferencia de las ovogonias que solo producen ovocitos en el útero. Cuando las células germinales llegan a las gónadas, experimentan una proliferación por mitosis y a los 13,5 días de desarrollo de la rata comienzan a sufrir meiosis en el ovario, pero se detienen en la etapa mitótica en los testículos. En el ovario, después de la mitosis, el gametogonio sufre meiosis, que es iniciada por el factor de competencia intrínseco DazL y el ácido retinoico extrínseco, excretado por el mesonefros  El ácido retinoico es el factor principal en la meiosis, ya que regula al alza genes como ''Stra8'', '' Dmc1'' y ''Sycp3'', todos los cuales tienen un papel en la meiosis. Las células germinales masculinas están protegidas de las señales externas, como el ácido retinoico del mesonefros, por las células de Leydig y Sertoli.

## Espermatogonio
Los espermatogonios son la población de células madre que residen en los testículos y experimentan espermatogénesis para formar espermatozoides. Permanecen dentro de los testículos durante la edad adulta.

## Oogonio
El oogonio son las células madre de los ovocitos y anteriormente se pensaba que se agotaban durante el desarrollo durante la producción de los ovocitos primarios. Sin embargo, algunas de estas células madre se han encontrado en los ovarios de ratones y primates.

## Otras lecturas
Convery, Paul (2012). Inkhorn's Erotonomicon: An Advanced Sexual Vocabulary for Verbivores and Vulgarians. Troubador Publishing Ltd. ISBN 9781780883151. Consultado el 8 de enero de 2013.

- Datos: Q5520150